# 万乎
万乎（まんこ、生年不詳 - 1724年10月1日（享保9年8月15日））は江戸時代前期から中期の俳人。伊賀上野の豪商。屋号は大坂屋。通称は次郎大夫。剃髪して証厭坊（房）といった。

## 経歴
伊賀上野において、俸禄米で金を融通する「お倉屋」を営む裕福な商人であった。松尾芭蕉の旧主家筋に当たる藤堂新七郎家に対し、金銀の貸し付けを行っていたと見られる証書が残されている。
1691年（元禄4年）3月23日、自邸に芭蕉を招いた際に彼の弟子（伊賀蕉門）となった。
『芭蕉翁全伝』は、この日、芭蕉が詠んだ「万乎が別墅一折」の前書がある《としどしや桜をこやす花の塵》の句を伝える。
万乎の発句の初出は『猿蓑』である。『猿蓑』に入集された万乎の句《田のへりの豆つたひゆく蛍かな》については、向井去来の『去来抄』に見える次の逸話がよく知られている。この句はもともと、芭蕉の添削が入った野沢凡兆の句であった。しかし、凡兆は「此の句見るところなし除くべし。」などと評価しなかったため、芭蕉が、伊賀の連中の句に似たものがあるのでそれを直してこの句にしようと言い、ついに万乎の句として入集させたという。
作品は『猿蓑』のほか、『有磯海』、『笈日記』に収められている。
伊賀蕉門の中にあっては多いといえる計60余句が、『猿蓑』以降の複数の俳書において確認できる。それらは、安井小洒の『蕉門名家句集』にまとめられている。
享保9年（1724年）8月15日没。伊賀上野の念仏寺に葬られた。

## 代表句
- 田のへりの豆つたひゆく蛍かな
- 子規なくや尻から夜も明る
- あはれさや日の照る山に鹿の声